# Euryglossina oenpelli
Euryglossina oenpelli är en biart som först beskrevs av Exley 1982.  Euryglossina oenpelli ingår i släktet Euryglossina och familjen korttungebin. Inga underarter finns listade i Catalogue of Life.

## Bildgalleri

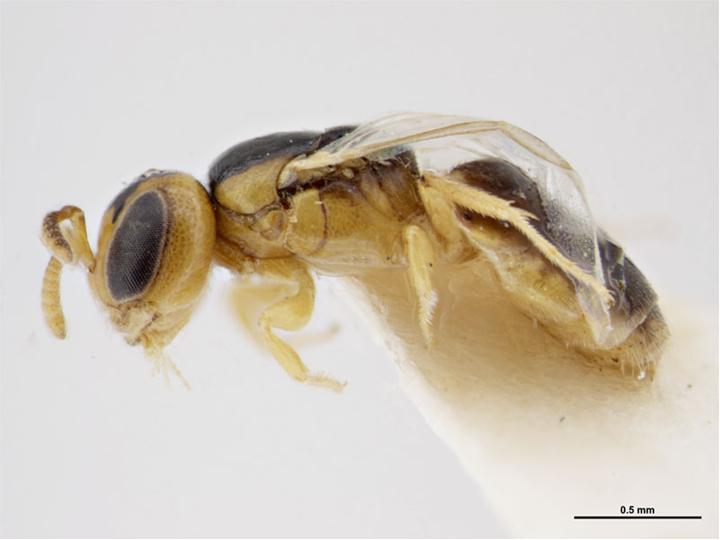